# Max Westermaier

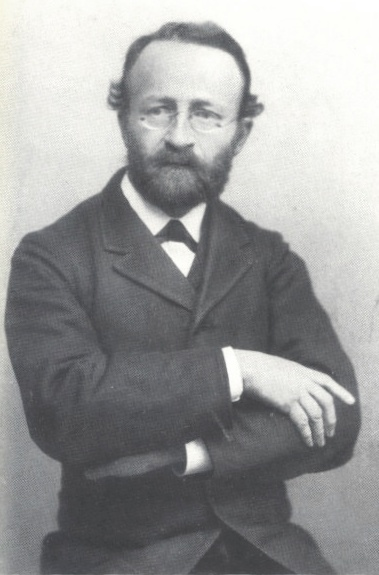
Max Westermaier, um 1895

Maximilian Westermaier (* 6. Mai 1852 in Kaufbeuren; † 1. Mai 1903 in Freiburg im Üechtland, Schweiz) war ein deutscher Botaniker.

## Leben
Max Westermaier wurde als vierter Sohn des königlich bayerischen Advokaten Joseph Westermaier sowie dessen Gattin Maria geb. Zimmermann in Kaufbeuren geboren. Er besuchte das Gymnasium zu Kempten. An der Ludwig-Maximilians-Universität München bzw. an der dortigen Technischen Hochschule studierte er Chemie, Mineralogie und beschreibende Naturwissenschaften und wurde aktives Mitglied der katholischen Studentenverbindung K.St.V. Ottonia München im KV. 1873 legte er sein Lehramtsexamen ab. Die Professoren Ludwig Radlkofer und Carl Wilhelm von Nägeli engagierten den jungen Wissenschaftler als Botanikassistenten und unter Leitung des letzteren fertigte er seine preisgekrönte Dissertation: Die ersten Zellteilungen im Embryo von Capsella bursa pastoris.
1878 ging Max Westermaier nach Berlin zu Professor Simon Schwendener und unterstützte ihn beim Aufbau seines neuen Botanischen Institutes, 1879 habilitierte er sich. In der Folge ernannte ihn die Deutsche Akademie der Naturforscher Leopoldina in Halle (Saale) zum Mitglied und man übertrug ihm nach dem Tod von Robert Caspary († 1887) provisorisch dessen Botaniklehrstuhl an der Universität Königsberg. Wegen seines dezidierten Bekenntnisses zur katholischen Kirche und ihren Vertretern blieb eine Ernennung zum Professor jedoch aus. Deshalb folgte Westermaier 1890 einem Ruf an das Lyzeum Freising, wo ihm aber kaum noch Zeit für wissenschaftliche Forschungsarbeit blieb.
1894 besuchte ihn dort der Schweizer katholische Politiker Caspar Decurtins und bot ihm den botanischen Lehrstuhl in der gerade entstehenden Naturwissenschaftlichen Fakultät der Universität Freiburg an. Westermaier wollte gerne auf das Angebot eingehen, doch versuchte ihn die Leitung des Freisinger Lyzeums, mit Unterstützung von Erzbischof Antonius von Thoma, in Bayern zu halten. Decurtins intervenierte schließlich in Rom und erreichte, dass Kardinalstaatssekretär Mariano Rampolla del Tindaro an den Münchner Nuntius schrieb, es sei der erklärte Wunsch von Papst Leo XIII., Max Westermaier auf den Freiburger Lehrstuhl zu berufen. Erst danach konnte er das Angebot annehmen und wurde im September 1896 der erste Lehrstuhlinhaber für Botanik an der Universität Freiburg (Uechtland). Im September 1898 unternahm Professor Westermaier eine botanische Studienreise nach Java, von wo er im Frühjahr 1899 mit vielem wertvollem Pflanzenmaterial, für Unterricht und Forschung, zurückkehrte.
Max Westermaier starb am 1. Mai 1903 an einer Darmverschlingung. Den Lehrstuhl übernahm sein bisheriger Assistent Alfred Ursprung (1876–1952).

## Würdigung
Die Universität Freiburg schreibt über den Botaniker: 

„Er versuchte immer wieder aufzuzeigen, dass es zwischen naturwissenschaftlichen Erkenntnissen und Gottesglauben keinen Widerspruch geben kann, und legte durch sein persönliches Leben und Wirken in eindrücklicher Weise Zeugnis für das Christentum ab. Aus diesem Grunde wurden schliesslich im Jahre 1948 durch Bischof François Charrière die Vorarbeiten für die Seligsprechung Max Westermaiers durch die katholische Kirche aufgenommen.“

Westermaier fand seine letzte Ruhestätte in der Freiburger Jesuitenkirche St. Michael, von wo man seine Gebeine 1969 in die Krypta der Universitätskapelle übertrug und ihm die Inschrift „Servus Dei“ (Diener Gottes) auf die Grabplatte setzte. Der Seligsprechungsprozess wurde bislang noch nicht eingeleitet, es gibt jedoch die „Vereinigung der Freunde Max Westermaiers“ die sich für dieses Anliegen einsetzt.